# Arbory
Arbory è una parrocchia dell'Isola di Man situata nello sheading di Rushen con 1.747 abitanti (censimento 2011).
È ubicata nella parte sud-orientale dell'isola e i centri abitati maggiori sono Colby e Ballabeg, sede della parrocchia